# Tioga (Texas)
Tioga é uma cidade  localizada no estado norte-americano de Texas, no Condado de Grayson.

## Demografia
Segundo o censo norte-americano de 2000, a sua população era de 754 habitantes.
Em 2006, foi estimada uma população de 901, um aumento de 147 (19.5%).

## Geografia
De acordo com o United States Census Bureau tem uma área de
3,2 km², dos quais 3,2 km² cobertos por terra e 0,0 km² cobertos por água.

## Localidades na vizinhança
O diagrama seguinte representa as localidades num raio de 20 km ao redor de Tioga.